# 土家歩
土家 歩（つちや あゆみ、1964年〈昭和39年〉1月1日 - 1990年〈平成2年〉5月16日）は、日本の俳優。本名同じ。
東京都練馬区出身。成蹊高等学校中退。オールインオールに所属していた。

## 来歴・人物
両親に江原真二郎、中原ひとみ夫妻、実妹に土家里織というタレント一家の長男として育つ。1972年から1982年までライオン（開始時はライオン歯磨）のテレビCMに家族とともに出演。
高校を2年で中退し、千葉真一主宰のJAC（現、ジャパンアクションエンタープライズ）に入団し、研究生として修業。1983年、NHKの大河ドラマ『徳川家康』の森蘭丸役でデビュー。同年、演技と語学の勉強のため、1年間アメリカに留学する。その後は特撮テレビドラマ『兄弟拳バイクロッサー』（水野銀次郎・バイクロッサーギン役）や『夏・体験物語』、NHK教育テレビ『さんすうすいすい』などに出演。
趣味は、スキー、テニス、サーフィン。JAC在籍時には、自身について「スポーツ大好き男です」と称している。
1990年5月16日、山中湖畔にある友人の別荘から東京の自宅までの帰路を車で一人で運転していたところ、スピードの出しすぎによる大型トラックへの接触とガードロープ激突により頭部を強打。山梨県富士吉田市の病院に運ばれたが、午前7時30分ごろ脳挫傷により死去した。26歳没。

## 出演

### テレビドラマ
- 大河ドラマ / 徳川家康（1983年、NHK） - 森蘭丸
- 宇宙刑事シャリバン 第36話「風雲の宇宙海にイガ戦士団のZ旗あがる」（1983年、ANB） - ベル・ビリー
- 兄弟拳バイクロッサー（1985年、NTV） - 水野銀次郎 / バイクロッサー・ギン
- 夏・体験物語（1985年、TBS） - 阿川有造
- 木曜ドラマストリート（CX）
  - 殺人よ、こんにちは（1985年）
  - あいつと私（1986年） - 金沢正太
- 月曜ドラマランド（CX）
  - 同棲時代（1985年）
  - サイボーグ女子高生バニラ37℃（1985年）- 坂上六樹
  - セーラー服恋愛教室 愛のレッスンA!B!!C!?（1986年）
  - 奥さまは不良少女!? おさな妻2（1986年）
  - 白バイ野郎トミー&マツ（1986年） - 暴走族のリーダー
  - とっておき家族（1987年）
  - 帰ってきたエイトマン（1987年） - 東ひろし
- 金曜女のドラマスペシャル / あなたの夫、殺します（1987年、CX）
- はぐれ刑事純情派 第9話「十七歳非行少女の叫び」（1988年、ANB）
- ザ・刑事 第1話「新曲を盗んだ女、爆走! 噂のふたり」（1990年、ANB） - 米沢文夫
- 火曜ミステリー劇場 / 忘れられた花嫁（1990年、ANB）
- ドラマチック22（TBS）
  - 田舎の王子様 スキーへ行く!（1990年）
  - 夫婦2組あぶない関係（1990年）

### その他のテレビ番組
- さんすうすいすい（1986年 - 1988年、NHK-ETV）

### CM
- ライオン ホワイト&ホワイト（1972年 - 1982年） - 家族全員での出演
- 徳間ジャパン 「兄弟拳バイクロッサー」主題歌レコード（1985年）